# Electric Power Research Institute
Das Electric Power Research Institute (EPRI) ist eine amerikanische Non-Profit-Organisation, die Forschung zur elektrischen Energieversorgung betreibt.
Es wurde 1973 gegründet. Der Sitz befindet sich in Palo Alto (Kalifornien). Weitere Standorte befinden sich in Charlotte, NC, Knoxville, TN, Washington, DC, Lenox, MA und Dallas, TX.
Bei der Forschung werden Aspekte der Versorgungssicherheit (Unabhängigkeit von Ölimporten), der nuklearen Sicherheit und der Umweltbelastung berücksichtigt. Daneben werden auch Zukunftsbilder zur Nutzung elektrischer Energie entworfen. EPRI finanziert sich über Mitgliedsbeiträge und Spenden und verfügte 2005 über Einnahmen von 276 Mio. USD.